# Кривск (Гомельская область)
Кривск (бел. Крыўск) — агрогородок в Буда-Кошелёвском районе Гомельской области Белоруссии. Административный центр Кривского сельсовета.

## География
В 16 км на юг от районного центра и железнодорожной станции Буда-Кошелёвская (на линии Жлобин — Гомель), 34 км от Гомеля.
Река Иволька (приток река Уза).

## Транспортная сеть
Рядом автодорога Жлобин — Гомель.
Планировка состоит из чуть изогнутой улицы, ориентированной с юго-востока на северо-запад, к центру которой с запада под прямым углом присоединяется короткая прямолинейная улица. На востоке параллельно главной идут три короткие прямолинейные улицы. Застройка двусторонняя, деревянными домами усадебного типа. В 1987 году построены кирпичные дома на 50 квартир, в которых разместились переселенцы из загрязнённых радиацией мест после Чернобыльской катастрофы.

## История
Найденный в 1901 году клад из испано-нидерландских, голландских, польских и других монет XVII века свидетельствует о деятельности человека на этой территории с давних времён. По письменным источникам известна с конца XIX века как селение в Чеботовичской волости Белицкого уезда Могилёвской губернии. Помещица Позняк имела в деревне в 1830 году 251 десятину земли и мельницу. Затем деревня была во владении помещиков Радевича и Короткевича. По ревизским материалам 1859 года в составе поместья Александрово, во владении В. Быковского. Хозяин одноимённого поместья владел в 1878 году 1028 десятинами земли и питейным домом. Действовала Николаевская церковь на кладбище, которой в 1876 году была капитально отремонтирована. В 1883 году в Чеботовичской волости Гомельского уезда. По переписи 1897 года находились: церковь, 2 хлебозапасных магазина, 2 ветряные мельницы, 2 маслобойни, трактир. В народном училище в 1907 году было 67 учеников.
С 8 декабря 1926 года центр Кривского сельсовета Уваровичского, с 17 апреля 1962 года Буда-Кошелевского районов Гомельского (до 26 июля 1930 года) округа, с 20 февраля 1938 года Гомельской области.
В 1930 году организован колхоз имени С. М. Будённого, работали льнозавод (с 1932 года), сапожная мастерская, кузница, 2 ветряные мельницы, столярная мастерская. Во время Великой Отечественной войны На фронтах погибли 158 жителей. В память о погибших в центре деревни в 1973 году установлены скульптурная группа и стена с именами погибших.
В 1969 году в деревню переселились жители посёлков Будище и Дубравка. Центр колхоза имени В. И. Чапаева. Льнозавод, лесопилка, мельница, швейная мастерская, средняя школа, Дом культуры, библиотека, фельдшерско-акушерский пункт, детский сад, отделение связи, столовая, 4 магазина.
В состав Кривского сельсовета входили до 1936 года посёлок Яночков, до 1969 года посёлок Будище, Дубровка, Угловой, до 1997 года посёлок Первомайский — в настоящее время не существуют.

## Население
- 1883 год — 82 двора, 384 жителя.
- 1897 год — 150 дворов, 964 жителя (согласно переписи).
- 1959 год — 719 жителей (согласно переписи).
- 2004 год — 272 хозяйства, 694 жителя.

## Культура
- Музейная комната ГУО «Кривская СШ»

## Достопримечательность
- Памятник землякам, погибшим в период Великой Отечественной войны